# Claudio Reyna
Claudio Reyna (Livingston, 20 de julho de 1973) é um ex-futebolista norte-americano que atuou como meio-campista. Também tem nacionalidade portuguesa. É pai do jogador Giovanni Reyna.

## Carreira em clubes

### Futebol universitário
Filho de um argentino e de uma portuguesa, Reyna, durante sua fase como estudante, atuou no time da Escola Preparatória St. Benedict, junto com outro colega de sala de aula, o zagueiro Gregg Berhalter. 

### Alemanha
Já formado, iniciou sua carreira profissional no Bayer Leverkusen, menos de um mês depois do final da Copa de 1994.
Pouco aproveitado, Reyna foi emprestado por dois anos ao Wolfsburg, onde seu futebol começou a amadurecer, sendo o primeiro norte-americano a ser capitão de uma equipe europeia. Quando retornou ao Leverkusen, já não estava mais nos planos de Christoph Daum para 2000.

## No Reino Unido

### Passagem por Rangers e Sunderland
Ainda em 1999, o Leverkusen negociou Reyna com o Rangers. No clube escocês, ele melhorou seu desempenho ao marcar dez gols em 64 partidas. Isso fez com que o Sunderland o contratasse em 2001.
Nos Black Cats, Reyna começou sua luta contra as lesões, depois de sofrer ruptura do ligamento cruzado anterior, ficando fora do restante da temporada 2002-03. Mesmo lesionado, foi contratado pelo Manchester City, que acabara de ascender à Premier League.
Em sua primeira temporada com os Citizens, ele continuou penando com seguidas lesões, tanto que ele disputou apenas trinta partidas. Ficou de fora por seis meses na temporada 2004-05, e mesmo assim, mantinha uma alta popularidade com os torcedores do City.
Em janeiro de 2007, Stuart Pearce, então treinador do clube, anunciou que o contrato de Reyna foi rescindido. Sua despedida foi em 23 de janeiro.

## Volta aos Estados Unidos e encerramento da carreira
Um dia após deixar o City, Reyna assinou contrato com o Red Bull New York, onde reencontrou Bruce Arena, seu treinador na Universidade da Virgínia e na Seleção dos EUA.
Assim como na Inglaterra, ele continuava travando uma batalha contra as seguidas contusões (principalmente uma hérnia de disco), que abreviaram sua passagem pelo clube nova-iorquino (29 partidas e nenhum gol marcado).
Derrotado pelas lesões, Reyna anunciou que sua carreira estava encerrada, aos 34 anos.

## Aparições pela Seleção
Claudio Reyna disputou 112 jogos pela Seleção dos Estados Unidos, entre 1994 e 2006. Disputou quatro Copas: 1994 (foi reserva, mas não entrou em nenhuma partida), 1998, 2002 e 2006, onde foi o capitão. 
Sua estreia com a camisa norte-americana deu-se em 15 de janeiro de 1994, em amistoso contra a Noruega. Despediu-se da equipe após a eliminação dos EUA na primeira fase, depois de derrota para Gana. E seu adeus do futebol internacional não foi feliz: sofreu uma lesão ao tentar roubar a bola do ganês Haminu Draman.
Por ostentar a faixa de capitão da Seleção durante algum tempo, Reyna foi apelidado de Capitão América.

## Diretor de futebol do New York City FC
Com a fundação do clube através da parceria entre New York Yankees e do seu ex-clube, o Manchester City, em maio de 2013, foi nomeado diretor de futebol.

## Títulos
Rangers
- Scottish Premiership: 1999–00
- Copa da Escócia: 1999–00